# Kostel svatého Václava (Křižanov)
Kostel svatého Václava je římskokatolický chrám v městysi Křižanov v okrese Žďár nad Sázavou. Jednolodní románský chrám vznikal od 1. poloviny 13. století, v 17. a 18. století prodělal barokní úpravy. Je farním kostelem farnosti Křižanov a je chráněn jako kulturní památka.

## Historie
První písemná zmínka o vsi a kostele pochází z roku 1239. Pravděpodobně nejstarší částí kostela je věž, jejíž výstavba započala v první polovině 13. století. Ve 2. polovině 13. století k ní přibyla loď s kněžištěm, sakristie a boční kaple s kostnicí. Zaklenuto bylo pouze kněžiště, a to křížovou klenbou. Údajně ve 20. letech 15. století chrám vyhořel. Na konci 16. století byly fasády pokryty sgrafitovou rustikou.
Koncem 70. let 17. století došlo k propojení lodě a jižní kaple, oba prostory zaklenula valená klenba. Pravděpodobně v této době byla též zaklenuta sakristie a nad ní vytvořena oratoř. Dále byla proražena nová široká okna na severní fasádě lodi a jižní fasádě kaple. K jižní straně kaple přibyla předsíň, mezi ni a jižní stěnu věže bylo doplněno točité schodiště. Interiér lodi doplnila vestavba hudební kruchty se schodištěm. Tuto barokní přestavbu nechala provést hraběnka Eleonora z Oppersdorfu rozená Dietrichsteinová.
Roku 1719 údajně kostel těžce poškodil úder blesku, opravy proběhly až v roce 1732. Pravděpodobně tehdy také vznikly portály v severní zdi lodi a jižní zdi kaple. Další opravy věžní střechy se udávají k roku 1810. V roce 1832 byl zrušen hřbitov kolem kostela a zbořena ohradní zeď. Byl také vytvořen nový vstup do kostela v západním průčelí lodi, doplněný předsíní. Koncem 19. nebo počátkem 20. století proběhly novogotické úpravy klenby kněžiště. Poslední úpravy kostel prodělal ve 3. třetině 20. století.

## Popis

### Architektura kostela
Kostel svatého Václava stojí v centru městyse, na severozápadním okraji Benešova náměstí. Jedná se o jednolodní orientovanou stavbu s odsazeným, polygonálně ukončeným kněžištěm. K jeho severní straně přiléhá obdélná sakristie. Na jižní stranu lodi navazuje obdélná kaple svatého Michala, zakončená polygonálním kněžištěm. K jižní zdi kaple je přistavěna předsíň obdélného půdorysu. Mezi západní průčelí kaple a jižní stěnu lodi je vsazena mohutná věž na půdorysu čtverce. Závěry kněžiště i kaple zesilují neodstupňované opěrné pilíře. Opěráky kněžiště jsou armovány kamennými kvádry. Severní stěnu lodi zpevňují dodatečně přistavěné, třikrát stupňované opěrné pilíře, s armováním kamennými kvádry. Další stupňovaný opěrný pilíř je umístěn k severozápadním rohu lodi.
Kněžiště je opatřeno vysokými a úzkými okny s lomeným záklenkem. Severní strana lodi obsahuje tři nízká a široká barokní okna s půlkruhovým zaklenutím. Stejné okno je i v jižní stěně kaple. V závěru kaple a její jižní stěně jsou umístěna původní úzká románská okna s lomeným záklenkem. Výplně oken kostela vytvořil v roce 1974 Ludvík Kolek. Kněžiště je zaklenuto dvěma poli křížové klenby s paprsčitým závěrem. Prostor kněžiště a lodi odděluje půlkruhově zaklenutý vítězný oblouk. Klenba lodi je valená s výsečemi. V její západní části stojí hudební kruchta, podklenutá valenou klenbou. Prostor lodi a jižní kaple propojuje dvojice půlkruhových arkád s hranolovými pilíři. Loď kaple nese barokní valenou klenbu s výsečemi, závěr kaple kryje koncha s fragmenty pozdně gotické malby. Sakristie má valenou klenbu, nad ní je plochostropá oratoř.
Vstup do kostela je na západní straně lodi, krytý křížově zaklenutou předsíní. Další vstup je v jižní straně kaple, krytý předsíní zaklenutou valeně. Také v severní zdi lodi se nachází vstupní portál, v současnosti z poloviny zazděný. Severní i jižní portál jsou vytvořeny ve stylu gotizujícího baroka.
Kostelní věž tvoří původní středověká kamenná část, nad ní je barokní zvonicové patro vystavěné z cihel. Přízemí věže je plné, v prvním patře se nachází valeně zaklenutá kobka, přístupná točitým schodištěm mezi věží a kaplí. Zvonicové patro je prosvětleno půlkruhově zaklenutými sdruženými okny. Ve zvonicí visí velký zvon datovaný 1508. Věž je kryta plechovou cibulovou helmicí.

### Zařízení
Hlavní oltář je novogotický, z roku 1884. Obsahuje sochy sv. Václava, sv. Cyrila a sv. Metoděje. V boční kapli je umístěn obraz sv. Dionýza a sv. Václava, pocházející z původního raně barokního hlavního oltáře. Oltář v kapli sv. Michala vytvořil roku 1975 Ludvík Kolek. V lodi se nachází cínová křtitelnice z konce 15. století. Do zdi kaple jsou vsazeny renesanční mramorové náhrobníky Zdeňka Lhotského z Ptení (†1571), jeho manželky Anny Podstatské (†1572) a dcery Kateřiny (†1564).
V chrámu je rovněž reliéf sv. Zdislavy, která se v Křižanově narodila.[zdroj?]